# Cyrilla
Cyrilla é um género botânico pertencente à família Cyrillaceae.